# Bokseropstand

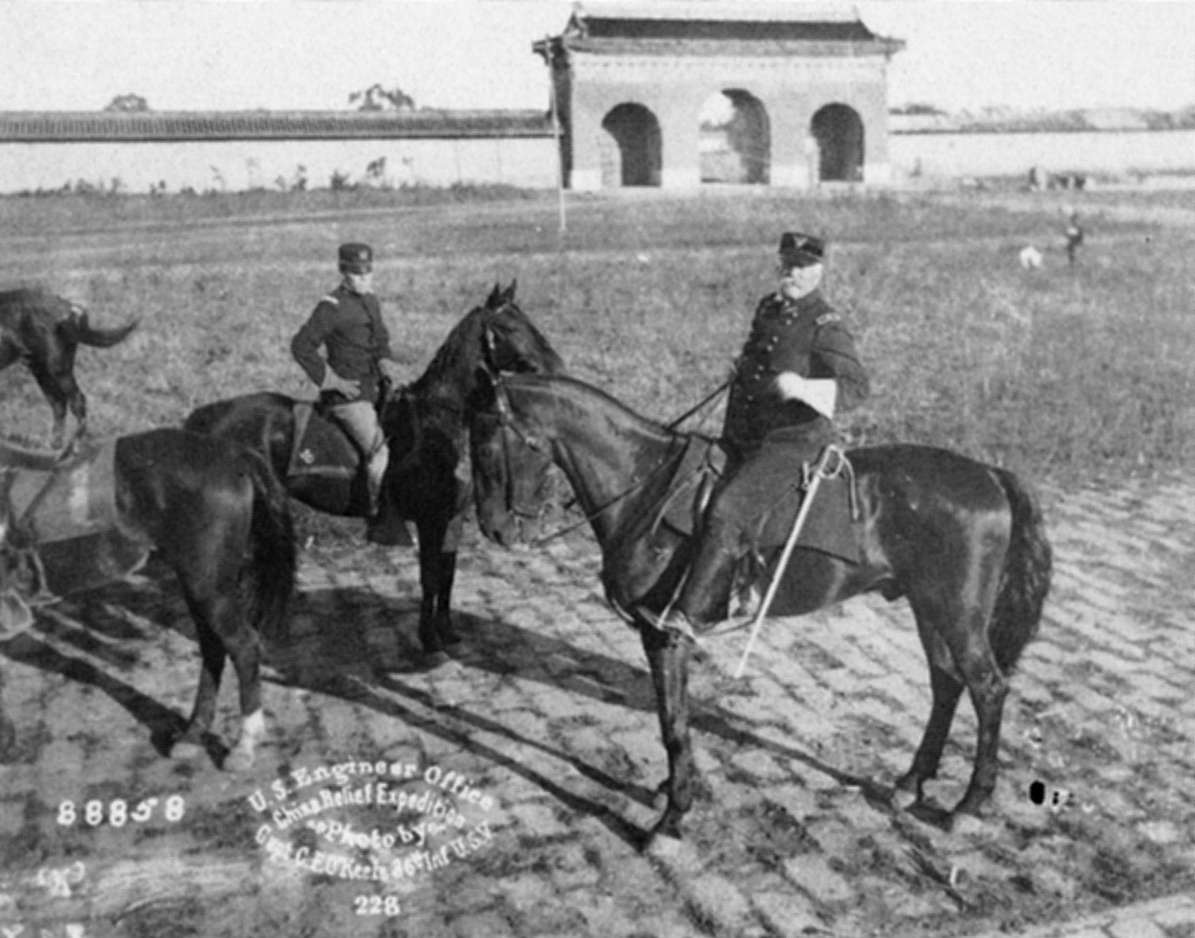
Brigadegeneraal J. H. Wilson en luitenant Turner bij Peking

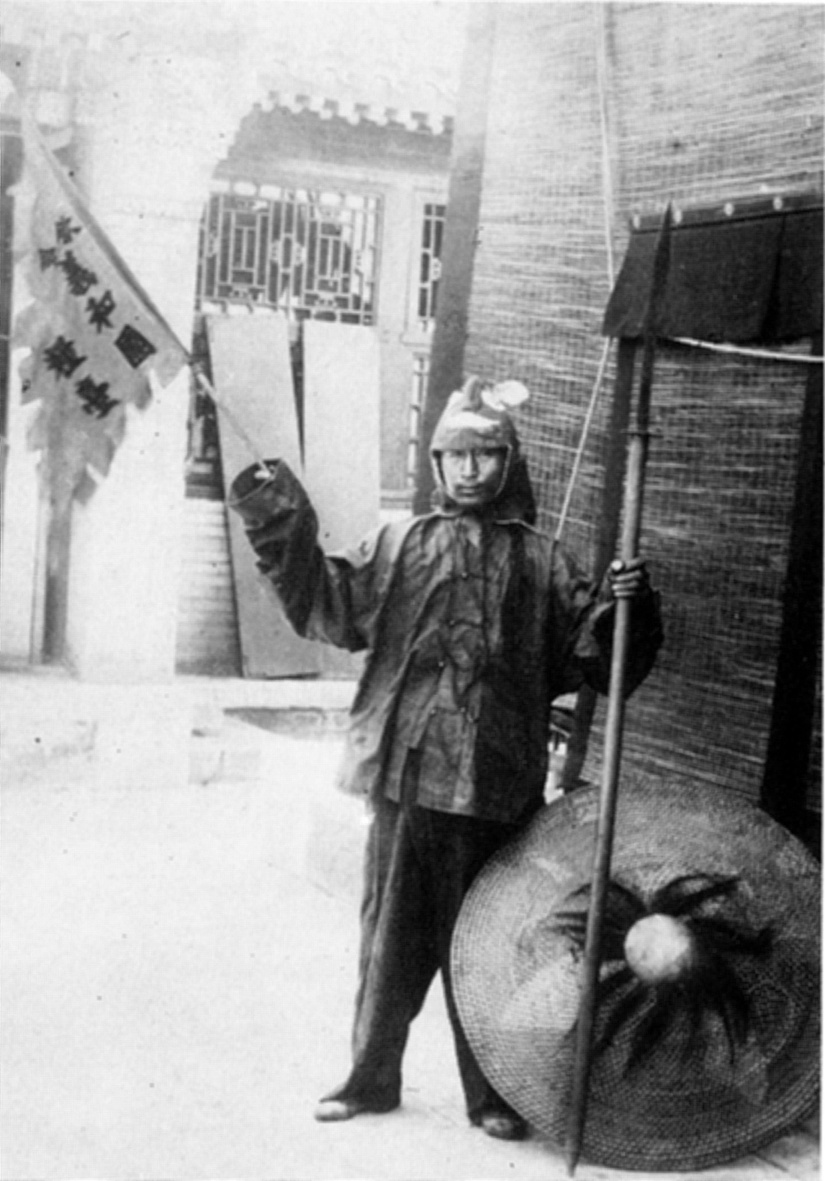
Een lid van de Vuisten der Gerechtigheid

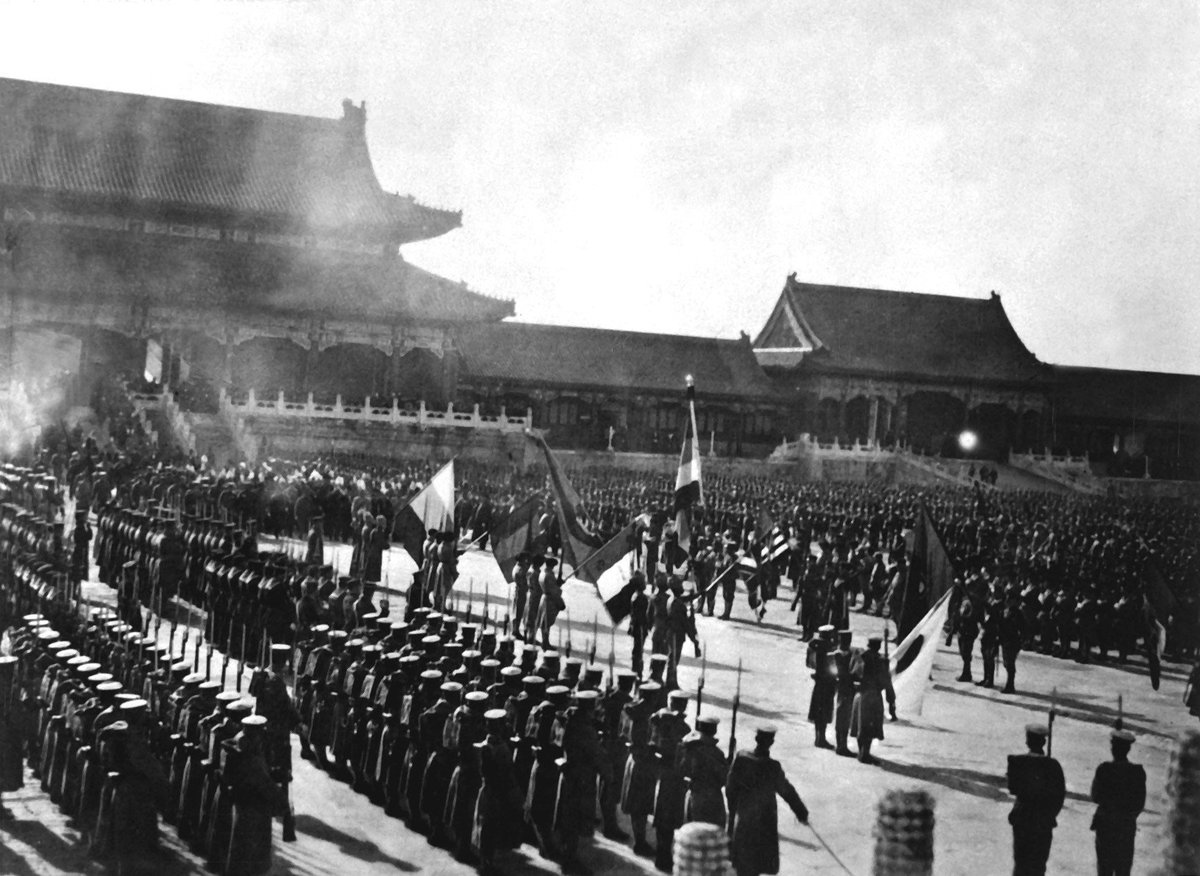
De coalitie viert zijn overwinning in de Verboden Stad

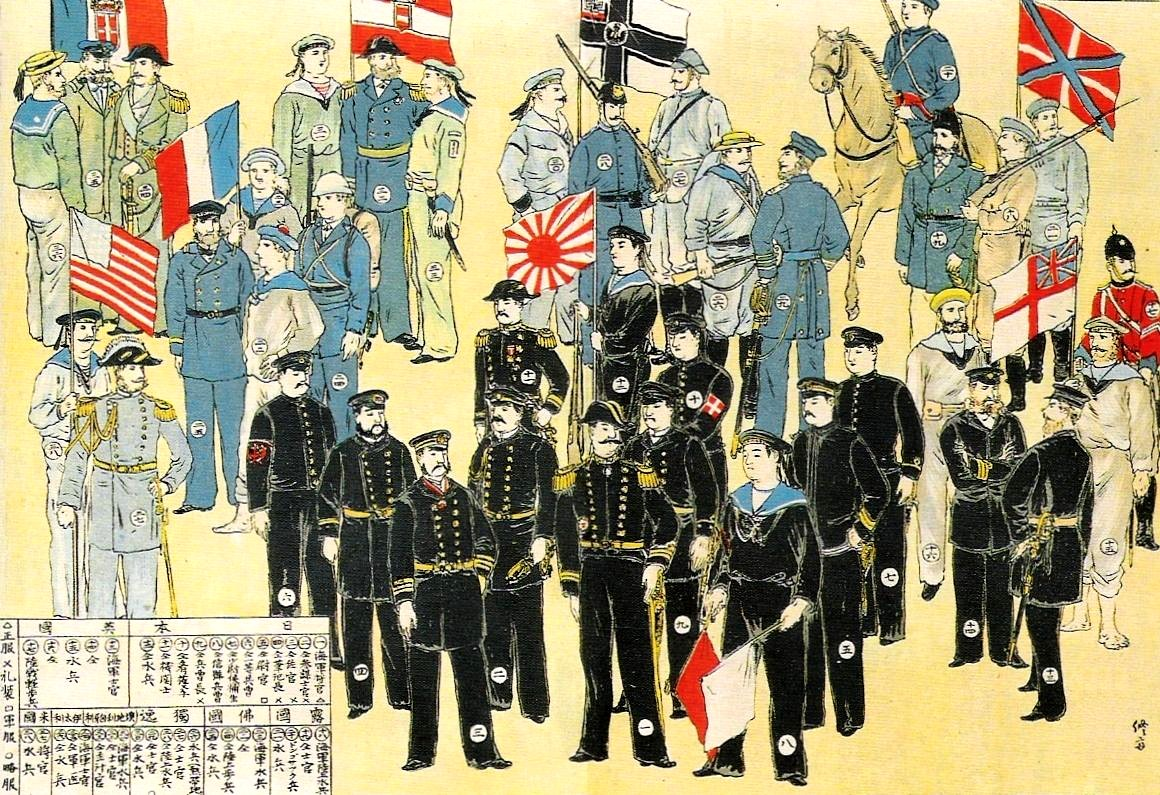
De acht landen met hun marinevlaggen, Japanse prent uit 1900

De Bokseropstand (traditioneel Chinees: 義和團運動; vereenvoudigd Chinees: 义和团运动; pinyin: Yìhétuán Yùndòng) (soms Bokseroorlog) was een opstand van een Chinese nationalistische beweging, gericht tegen de invloed van de westerse imperialistische mogendheden (1899-1901) en hun invloed op het vlak van handel, politiek, religie en technologie.

## Vooraf
China was een grootmacht in verval. De westerse mogendheden profiteerden hiervan door het land te dwingen tot het afsluiten van capitulaties, eenzijdige handelsverdragen waarin onder meer vrije toegang tot een aantal havens werd verleend. Bovendien hielden de verdragen in dat buitenlanders werden berecht door hun consuls, volgens hun eigen rechtstelsel.
Toenemende sociaaleconomische ontwrichting leidde tot grote onvrede bij ontwortelde en verpauperde boeren, die in de ban kwamen van rebellerende, half religieuze organisaties. Een dergelijk geheim politiek/religieus genootschap, de Yihetuan of Vuisten der Gerechtigheid en Eensgezindheid (vandaar de westerse benaming Boksers) opereerde in Shandong. De Boksers kenmerkten zich door hun ongenoegen over de westerse inmenging en de Chinese keizerlijke dynastie, die het allemaal maar liet betijen.
De aanhangers beoefenden een oude, taoïstisch geïnspireerde vorm van scherm- en verdedigingskunst, met blote vuisten of met lansen en lange messen. Deze oefeningen werden gekoppeld aan primitieve religieuze opvattingen, tegen de moderne techniek gerichte sentimenten, een magisch geloof in onkwetsbaarheid voor kogels en haatgevoelens tegen vreemdelingen en christenen. Ze propageerden dan ook het verdrijven van zowel de westerse kolonisten als de keizerlijke dynastie. Daar ze door de gouverneur van Shandong beschermd en heimelijk aangemoedigd werden, konden ze uitgroeien tot een soort volksmilitie.
Het conservatieve Mantsjoe-hof, onder leiding van de keizerin-regentes Cixi die vijandig tegenover zelfs geringe "westerse" vernieuwingen stond, was ook niet gelukkig met de westerse invloeden. Ze slaagde erin de anders antidynastieke vreemdelingenhaat op de buitenlanders af te wentelen en de Boksers voor haar te winnen in oktober 1899. Zo vormden Hof en opstandelingen een front tegen het Westen. Cixi vaardigde maatregelen uit die de Boksers beschermden, wat tot grote onrust leidde bij de westerse diplomaten.

## De opstand
De destructieve activiteiten van de benden sloegen over op de provincies Tsjeli (Hopei) en Sjensi en tot in de hoofdstad Peking. Spoorwegen werden opgebroken, telegraafverbindingen verbroken en kerken vernield, zendelingen en Chinese christenen werden aangevallen.
In januari 1900 startten de Boksers hun agitatie op grote schaal. Westerlingen, Japanners en Chinese christenen werden aangevallen en hun goederen geplunderd. Er werden zo'n 500 buitenlanders, vooral zendelingen en missionarissen, vermoord, onder wie de Nijmeegse bisschop Ferdinand Hamer († 15 juli 1900), de Nederlandse (heilig verklaarde) Marie Adolphine, de Belgische (heilig verklaarde) missiezuster Amandina van Schakkebroek († 9 juli 1900), de Belgisch-Limburgse pater Jan Mallet en Jozef Segers, die levend begraven is. In juni was de toestand al zodanig uit de hand gelopen, dat er sprake was van een effectieve opstand. Toen de Boksers nog eens samen gingen met delen van het keizerlijke leger, was het hek helemaal van de dam.
Yuan Shikai, sinds 1895 opperbevelhebber van het Chinese leger, bevond zich met zijn Nieuwe Leger in Shandong. Dit was een troepenmacht van 7000 man sterk, uitgerust met westerse wapens. Het was de enige volledig gemoderniseerde Chinese divisie en deed in gevechtskracht niet voor westerse landen en Japan onder. Yuan Shikai sloeg de Bokseropstand effectief neer en weigerde te gehoorzamen aan orders van Cixi toen zij opriep tot samengaan met de Boksers.
Tianjin en Peking werden aangevallen, en de Duitse gezant in de hoofdstad, Freiherr Klemens von Ketteler, werd tijdens onderhandelingen op 20 juni door de opstandelingen vermoord. Dit was de aanleiding tot de interventie van de internationale troepenmacht. Na de moord op de Duitse gezant omsingelden en belegerden de Boksers de diplomatenwijk in de hoofdstad. Het beleg duurde 55 dagen, van 20 juni tot 14 augustus 1900. In totaal hadden 473 buitenlandse burgers, 409 soldaten uit acht verschillende landen en ongeveer 3000 Chinese christenen zich verschanst in de diplomatenwijk. De verdediging werd geleid door de Britse gezant Claude Maxwell MacDonald die de wijk beschermde met geïmproviseerde barricaden van meubilair en zandzakken.

## Internationale interventie
Een internationale interventiemacht werd naar China gestuurd om de buitenlandse gezantschappen in Peking te ontzetten. Dit gebeurde pas op 14 augustus 1900. De Achtlandenalliantie bestond uit Japanse, Russische, Britse, Franse, Amerikaanse, Duitse, Oostenrijks-Hongaarse en Italiaanse troepen, en was zo'n 50.000 man sterk. Ook Yuan Shikai's Leger sloot zich bij de Alliantie aan en ging, tegen de orders van het Keizerlijk Hof in, door met de bestrijding van de Boksers.
De internationale troepenmacht versloeg de opstandelingen bij Tianjin op 14 juli en bij Peking op 14 augustus. Het hof vluchtte naar de oude hoofdstad Xi'an in Shaanxi. De geallieerden zonden strafexpedities naar de gebieden waar aanvallen en moorden op buitenlanders en christenen waren bedreven.
Diverse Vlaamse en Nederlandse missionarissen kwamen om het leven als gevolg van de opstand, waaronder Ferdinand Hamer, Joseph Dobbe, Jozef Segers, Jan Mallet, Gijsbertus Jaspers en Andreas Zijlmans. 

### Aandeel van Duitsland in de Bokseroorlog
Duitsland was vertegenwoordigd in de Achtlandenalliantie met het Ostasiatisches Infanterie-Regiment. Wraak voor de dood van de Duitse gezant werd een van de motieven voor de tegenactie die Kaiser Wilhelm II zijn vertrekkende troepen voorhield. Op 27 juli 1900, toen een contingent in Bremerhaven stond aangetreden voor verscheping overzee, sprak Wilhelm de hoop uit dat zijn troepen zich dezelfde reputatie in China zouden verwerven als destijds de horden van Attila de Hun in Europa, en wel zodanig dat geen Chinees het ooit meer zou wagen een Duitser scheef aan te kijken. Deze beruchte "Hunnenrede" wordt beschouwd als een van de grootste diplomatieke blunders van de keizer en werd door de tegenstanders van Duitsland gretig uitgebuit als propagandamiddel om hen zo veel mogelijk in een slecht daglicht te stellen. In beide wereldoorlogen zouden de Duitsers bij de geallieerden als Hunnen te boek staan. Wilhelms Oost-Aziatische Expeditiekorps kwam overigens te laat in China aan om nog van enige invloed op het krijgsverloop te zijn.

## Na de opstand
Het Boksergenootschap werd opgedoekt en door de keizerlijke steun aan hen, kwam de Qing-dynastie in opspraak. Ze was verplicht het Bokserprotocol te ondertekenen op 7 september 1901, waarbij er 10 vertrouwenspersonen die gelinkt waren aan de Boksers moesten worden terechtgesteld, China voor 450 miljoen taels aan herstelbetalingen moest doen en de geallieerden het recht verkregen om de legaties door buitenlandse troepen te mogen beschermen.
Deze afgang van de keizerlijke hoogheden zou de steun van de bevolking helemaal doen wegkwijnen. Bovendien zouden de teruggedraaide hervormingen door Cixi het besef doen groeien dat China enkel uit het slop zou kunnen raken door een republiek te worden.
Nadien zou het in China nooit meer helemaal rustig worden. Uiteindelijk kwam de Qing-dynastie tijdens de Xinhai-revolutie ten val. Yuan Shikai's Nieuwe Leger vormde voor de Republiek China de enige betrouwbare legereenheid. Zijn macht groeide aanzienlijk, tot hij in 1912 als president aan de macht kwam en zelfs zichzelf in 1915 tot keizer probeerde te benoemen. De val van de Qing-dynastie leidde eveneens tot de stichting van de Kwomintang en jaren later de Communistische Partij van China (CCP). De Kwomintang en de CCP bevochten elkaar tijdens de Chinese Burgeroorlog, Eerste Taiwancrisis, Tweede Taiwancrisis en Derde Taiwancrisis. Beide partijen hadden andere ideeën hoe ze het verzwakte China weer aan de praat konden krijgen wat uiteindelijk leidde tot frictie en conflict.

## Herinneringsmedailles
Zeven van de acht landen die gezamenlijk de Chinese opstand bedwongen hebben later elk hun eigen campagnemedailles uitgegeven. Japan, dat de grootste bijdrage leverde aan de geallieerde expeditiemacht, reikte eremetaal uit aan maar liefst 9.000 officieren en manschappen.

## Overige verwijzingen
- De Boxeropstand beheerste zodanig het nieuws in het Westen dat zelfs Buffalo Bill in de VS zijn beroemde Wild West Show erop aanpaste. In 1901 transformeerde hij daarvoor zijn indianen tot Chinezen, compleet met een vlecht in het haar.[1]
- De film 55 Days at Peking (1963) van Nicholas Ray geeft een beeld van de opstand. De titel refereert aan de 55 dagen durende belegering van de westerse ambassades.
- De Hongkongse actiefilm Boxer Rebellion (1976) van Cheh Chang gaat over drie jonge strijders die zich bij de Boksers aansluiten.
- In de tweeluik-aflevering "Fool for Love" en "Darla" van de tv-series Buffy the Vampire Slayer en Angel zijn het vampierenkwartet Angelus en Darla en Drusilla en Spike te zien in flashbacks tijdens de Bokseropstand in 1900.
- In de strip Ikki Mandara wordt het leven van een vrouw gedurende de opstand gevolgd.